# Ardwick A.F.C. mùa bóng 1891-92
Mùa giải 1891-92 là mùa bóng đầu tiên Ardwick A.F.C. của giải đấu bóng đá, tham dự Football Alliance trong lần thứ ba và là lần cuối cùng nó được tổ chức.

## Trang phục
|  |

|    |                 | ST | T | H | B  | F  | A  | Đ  |
| -- | --------------- | -- | - | - | -- | -- | -- | -- |
| 6  | Grimsby Town    | 22 | 6 | 6 | 10 | 40 | 39 | 18 |
| 7  | Crewe Alexandra | 22 | 7 | 4 | 11 | 44 | 49 | 18 |
| 8  | Ardwick         | 22 | 6 | 6 | 10 | 39 | 51 | 18 |
| 9  | Bootle          | 22 | 8 | 2 | 12 | 42 | 64 | 18 |
| 10 | Lincoln City    | 22 | 6 | 5 | 11 | 37 | 65 | 17 |

ST = Số trận; T = Thắng; H = Hòa; B = Bại; F = Bàn thắng cho; A = Bàn thắng trước; Đ = Điểm

Nguồn: Football Alliance

### Kết quả
| Tổng quan | Tổng quan | Tổng quan | Tổng quan | Tổng quan | Tổng quan | Tổng quan | Tổng quan | Sân nhà | Sân nhà | Sân nhà | Sân nhà | Sân nhà | Sân nhà | Sân khách | Sân khách | Sân khách | Sân khách | Sân khách | Sân khách |
| Pld       | W         | D         | L         | GF        | GA        | GD        | Pts       | W       | D       | L       | GF      | GA      | GD      | W         | D         | L         | GF        | GA        | GD        |
| --------- | --------- | --------- | --------- | --------- | --------- | --------- | --------- | ------- | ------- | ------- | ------- | ------- | ------- | --------- | --------- | --------- | --------- | --------- | --------- |
| 22        | 6         | 6         | 10        | 39        | 51        | -12       | 18        | 5       | 3       | 3       | 28      | 21      | +7      | 1         | 3         | 7         | 11        | 30        | -19       |

N.B. Points awarded for a win: 2

### Chi tiết
| 12 tháng 9 năm 1891 | Ardwick                            | 3–3     | Bootle                          | Ardwick, Manchester                           |  |
|                     | Whittle ?' · Davies ?' · Morris ?' | HT: 1–0 | Montgomery ?', ?' · Grearson ?' | Sân vận động: Hyde Road Lượng khán giả: 6,000 |  |

| 19 tháng 9 năm 1891 | Lincoln City             | 3–0     | Ardwick | Lincoln                                           |  |
|                     | Smallman 15', ?' · ? 75' | HT: 1–0 |         | Sân vận động: John O'Gaunts Lượng khán giả: 2,000 |  |

| 26 tháng 9 năm 1891 | Ardwick   | 1–0     | Burton Swifts | Ardwick, Manchester                           |  |
|                     | Morris ?' | HT: 0–0 |               | Sân vận động: Hyde Road Lượng khán giả: 3,000 |  |

| 10 tháng 10 năm 1891 | Newton Heath                         | 3–1     | Ardwick   | Clayton, Greater Manchester                     |  |
|                      | Donaldson ?' · Farman ?' (ph.đ.), ?' | HT: 2–0 | Morris ?' | Sân vận động: Bank Street Lượng khán giả: 4,000 |  |

| 17 tháng 10 năm 1891 | Ardwick                                  | 4–3     | Birmingham St George's        | Ardwick, Manchester                           |  |
|                      | Morris ?' · McWhinnie ?' · Boggie ?', ?' | HT: 2–2 | Matthews ?' · W. Shore ?', ?' | Sân vận động: Hyde Road Lượng khán giả: 6,000 |  |

| 7 tháng 11 năm 1891 | Ardwick                                                | 6–0     | Walsall Town Swifts | Ardwick, Manchester                           |  |
|                     | Morris ?', ?', ?' · Milarvie ?' · Milne ?' · Boggie ?' | HT: 4–0 |                     | Sân vận động: Hyde Road Lượng khán giả: 4,500 |  |

| 14 tháng 11 năm 1891 | Ardwick     | 1–3     | Nottingham Forest        | Ardwick, Manchester                           |  |
|                      | Milarvie ?' | HT: 1–2 | Pike ?', ?' · Higgins ?' | Sân vận động: Hyde Road Lượng khán giả: 8,000 |  |

| 19 tháng 11 năm 1891 | Nottingham Forest                    | 4–0     | Ardwick | Nottingham                                      |  |
|                      | Russell ?' (ph.đ.), ?' · ? ?' · ? ?' | HT: 1–0 |         | Sân vận động: Town Ground Lượng khán giả: 2,000 |  |

| 21 tháng 11 năm 1891 | Burton Swifts                    | 4–4     | Ardwick                   | Burton                                         |  |
|                      | Boggie 1', ?', 85' · Milarvie ?' | HT: 3–3 | Worrall ?', ?', ?' · ? ?' | Sân vận động: Peel Croft Lượng khán giả: 1,000 |  |

| 28 tháng 11 năm 1891 | Ardwick                  | 2–3     | Lincoln City                     | Ardwick, Manchester                           |  |
|                      | McWhinnie ?' · Davies ?' | HT: 1–2 | Walker ?' · Hodder ?' · Moore ?' | Sân vận động: Hyde Road Lượng khán giả: 1,000 |  |

| 5 tháng 12 năm 1891 | Ardwick | 0–4     | The Wednesday                           | Ardwick, Manchester                           |  |
|                     |         | HT: 0–3 | Woolhouse ?' · ? ?' · ? ?' · Gemmell ?' | Sân vận động: Hyde Road Lượng khán giả: 6,000 |  |

| 19 tháng 12 năm 1891 | Ardwick       | 2–2     | Newton Heath  | Ardwick, Manchester                            |  |
|                      | Milne ?', 80' | HT: 1–2 | Farman ?', ?' | Sân vận động: Hyde Road Lượng khán giả: 10,000 |  |

| 25 tháng 12 năm 1891 | Ardwick                      | 3–1     | Grimsby Town | Ardwick, Manchester                           |  |
|                      | Milarvie ?', ?' · Morris 80' | HT: 0–1 | Riddoch ?'   | Sân vận động: Hyde Road Lượng khán giả: 6,000 |  |

| 26 tháng 12 năm 1891 | The Wednesday        | 2–0     | Ardwick | Sheffield                                       |  |
|                      | Thomson ?' · Hall ?' | HT: 1–0 |         | Sân vận động: Olive Grove Lượng khán giả: 7,000 |  |

| 2 tháng 1 năm 1892 | Ardwick       | 2–2     | Small Heath           | Ardwick, Manchester                           |  |
|                    | Morris ?', ?' | HT: 2–1 | Weldon ?' · Warton ?' | Sân vận động: Hyde Road Lượng khán giả: 5,000 |  |

| 23 tháng 1 năm 1892 | Bootle                       | 2–1     | Ardwick  | Bootle, Merseyside                                 |  |
|                     | Montgomery ?' · ? ?' (ph.đ.) | HT: 1–1 | Parry ?' | Sân vận động: Hawthorne Road Lượng khán giả: 4,000 |  |

| 30 tháng 1 năm 1892 | Grimsby Town                         | 4–0     | Ardwick | Grimsby                                        |  |
|                     | Devlin ?' · ? ?' · Smalley ?' · ? ?' | HT: 2–0 |         | Sân vận động: Abbey Park Lượng khán giả: 2,000 |  |

| 20 tháng 2 năm 1892 | Small Heath                         | 4–0     | Ardwick | Small Heath, Birmingham                          |  |
|                     | Hallam ?' · Waldon ?' · ? ?' · ? ?' | HT: 2–0 |         | Sân vận động: Muntz Street Lượng khán giả: 1,000 |  |

| 1 tháng 3 năm 1892 | Ardwick                                    | 4–0     | Crewe Alexandra | Ardwick, Manchester                           |  |
|                    | Davies ?', ?' · Weir ?' · Milne ?' (ph.đ.) | HT: 4–0 |                 | Sân vận động: Hyde Road Lượng khán giả: 2,000 |  |

| 5 tháng 3 năm 1892 | Birmingham St George's | 0–1     | Ardwick  | Birmingham                                       |  |
|                    |                        | HT: 0–1 | Milne ?' | Sân vận động: Fentham Road Lượng khán giả: 1,000 |  |

| 26 tháng 3 năm 1892 | Walsall Town Swifts | 2–2     | Ardwick             | Walsall                                                    |  |
|                     | ? ?' · Dixon ?'     | HT: 1–2 | Davies ?' · Weir ?' | Sân vận động: Chuckery Sports Ground Lượng khán giả: 2,000 |  |

| 6 tháng 4 năm 1892 | Crewe Alexandra        | 2–2     | Ardwick                 | Crewe                                             |  |
|                    | Lindop ?' · Roberts ?' | HT: 1–1 | J. Angus ?' · Davies ?' | Sân vận động: Nantwich Road Lượng khán giả: 2,000 |  |

## Cúp

### Cúp FA
| 3 tháng 10 năm 1891 | Newton Heath                                      | 5–1     | Ardwick                | Newton Heath, Manchester                        |  |
|                     | Sneddon ?' · Farman ?', ?' · Doughty ?' · Edge ?' | HT: 1–0 | Davies ?' · Pearson ?' | Sân vận động: North Road Lượng khán giả: 11,000 |  |

### Giải đấu Lancashire Senior Cup
| 10 tháng 2 năm 1892 Chung kết | Accrington                              | 6–0 | Ardwick | Accrington                            |  |
|                               | ? ?' · ? ?' · ? ?' · ? ?' · ? ?' · ? ?' |     |         | Sân vận động: Accrington Cricket Club |  |

### Manchester Senior Cup
| 13 tháng 2 năm 1892 Vòng 1 | Heywood Central                 | 1–3 | Ardwick | Heywood, Greater Manchester |  |
|                            | Weir ?' · Morris ?' · Davies ?' |     | ? ?'    |                             |  |

| 12 tháng 3 năm 1892 Bán kết | Ardwick | 1–3                          | Fairfield          | Neutral venue - Whalley Range, Manchester |  |
|                             | ? ?'    | Match ordered to be replayed | ? ?' · ? ?' · ? ?' | Sân vận động: Brooks' Bar                 |  |

| ngày 2 tháng 4 năm 1892 Đá lại bán kết | Ardwick                                 | 4–0 | Fairfield | Neutral venue - Newton Heath, Manchester |  |
|                                        | Davies ?', ?' · McWhinnie ?' · Milne ?' |     |           | Sân vận động: North Road                 |  |

| 23 tháng 4 năm 1892 Chung kết | Ardwick                            | 4–1     | Bolton Wanderers | Neutral venue - Newton Heath, Manchester       |  |
|                               | Morris ?' · Weir ?', ?' · Milne ?' | HT: 1–1 | Gardiner ?'      | Sân vận động: North Road Lượng khán giả: 5,000 |  |

## Thống kê đội hình

### Đội hình
Appearances for competitive matches only
| Vị trí | Tên                | Giải quốc nội | Giải quốc nội | Cúp FA | Cúp FA | Tổng số | Tổng số |
| Vị trí | Tên                | Trận          | Bàn           | Trận   | Bàn    | Trận    | Bàn     |
| ------ | ------------------ | ------------- | ------------- | ------ | ------ | ------- | ------- |
| GK     | William Douglas    | 22            | 0             | 1      | 0      | 23      | 0       |
| DF     | Charlie Parry      | 11            | 1             | 0      | 0      | 11      | 1       |
| FW     | Jack Angus         | 1             | 1             | 0      | 0      | 1       | 1       |
| FW     | Bob Milarvie       | 19            | 3             | 1      | 0      | 20      | 3       |
| FW     | Hugh Morris        | 22            | 10            | 1      | 0      | 23      | 10      |
| FW     | David Weir         | 18            | 2             | 0      | 0      | 18      | 2       |
| --     | Joe Baker          | 1             | 0             | 0      | 0      | 1       | 0       |
| --     | Boggie             | 11            | 6             | 0      | 0      | 11      | 6       |
| --     | Cooke              | 9             | 0             | 0      | 0      | 9       | 0       |
| --     | Davidson           | 6             | 0             | 0      | 0      | 6       | 0       |
| --     | Joe Davies         | 22            | 5             | 1      | 0      | 23      | 5       |
| --     | Archibald Ferguson | 3             | 0             | 1      | 0      | 4       | 0       |
| --     | William Hopkins    | 5             | 0             | 0      | 0      | 5       | 0       |
| --     | Jackson            | 10            | 0             | 0      | 0      | 10      | 0       |
| --     | A. Jones           | 1             | 0             | 0      | 0      | 1       | 0       |
| --     | John McVickers     | 2             | 0             | 0      | 0      | 2       | 0       |
| --     | McWhinnie          | 11            | 3             | 1      | 0      | 12      | 3       |
| --     | Harry Middleton    | 2             | 0             | 0      | 0      | 2       | 0       |
| --     | John Milne         | 18            | 5             | 1      | 0      | 19      | 5       |
| --     | Neil               | 1             | 0             | 0      | 0      | 1       | 0       |
| --     | Pearson            | 4             | 0             | 1      | 1      | 5       | 1       |
| --     | Powery             | 1             | 0             | 0      | 0      | 1       | 0       |
| --     | David Robson       | 19            | 0             | 1      | 0      | 20      | 0       |
| --     | Robert Robinson    | 1             | 0             | 0      | 0      | 1       | 0       |
| --     | Sharpe             | 7             | 0             | 0      | 0      | 7       | 0       |
| --     | Danny Whittle      | 16            | 1             | 1      | 0      | 17      | 1       |

### Ghi bàn
| Cầu thủ       | Bàn thắng |
| ------------- | --------- |
| Hugh Morris   | 10        |
| Boggie        | 6         |
| Joe Davies    | 5         |
| John Milne    | 5         |
| McWhinnie     | 3         |
| Bob Milarvie  | 3         |
| David Weir    | 2         |
| Jack Angus    | 1         |
| Parry         | 1         |
| Pearson       | 1         |
| Danny Whittle | 1         |

| Cầu thủ       | Bàn thắng |
| ------------- | --------- |
| Hugh Morris   | 10        |
| Boggie        | 6         |
| Joe Davies    | 5         |
| John Milne    | 5         |
| McWhinnie     | 3         |
| Bob Milarvie  | 3         |
| David Weir    | 2         |
| Jack Angus    | 1         |
| Parry         | 1         |
| Danny Whittle | 1         |

| Cầu thủ | Bàn thắng |
| ------- | --------- |
| Pearson | 1         |